# Kasteel Wolfenbüttel
Kasteel Wolfenbüttel (Duits: Schloss Wolfenbüttel) is een renaissance-kasteel gelegen in Wolfenbüttel in Nedersaksen. 

## Geschiedenis

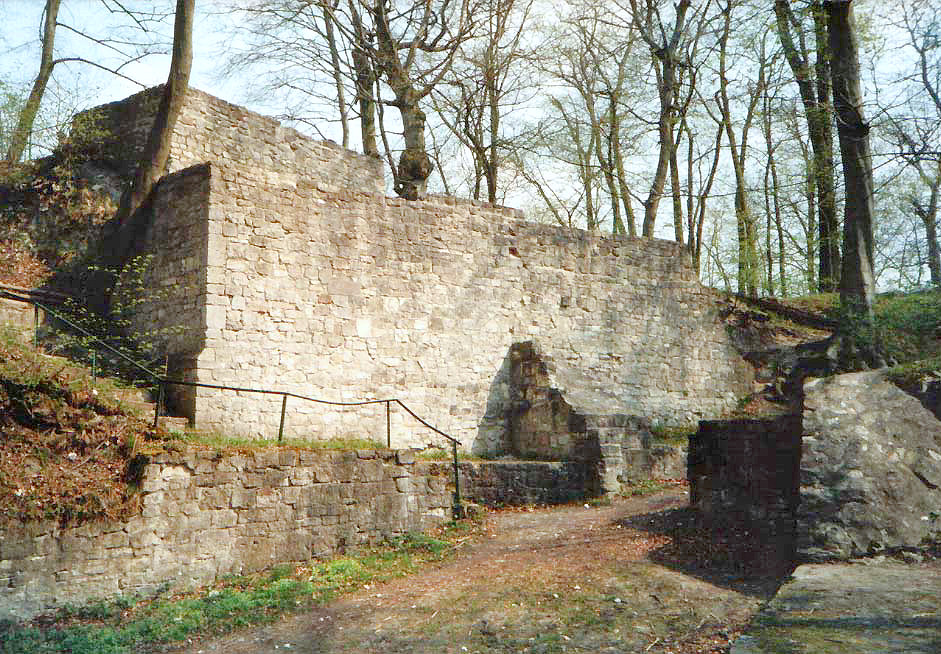
Ruïne Asseburg bij Wolfenbüttel
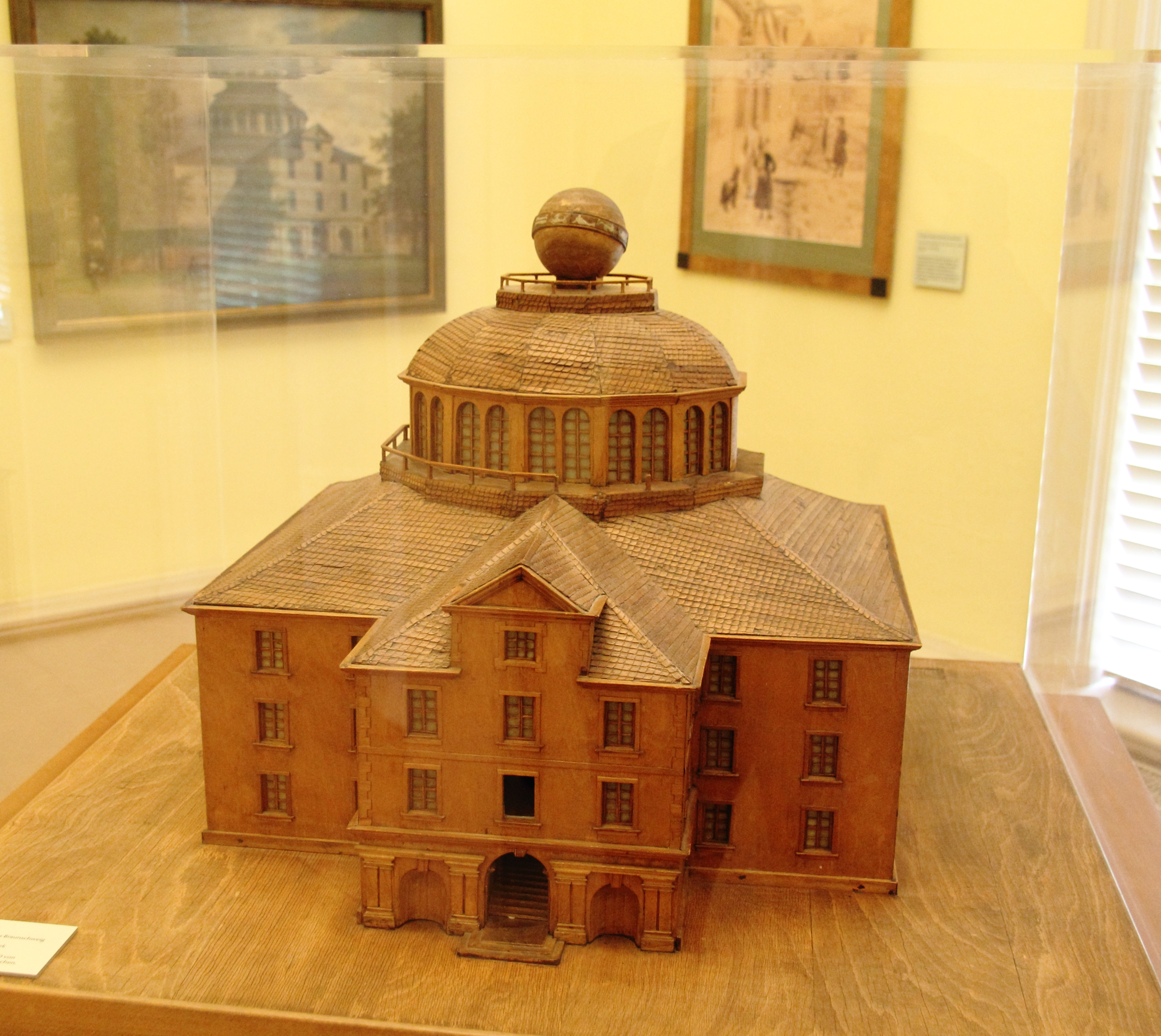
Rotunde (1710) voor de bibliotheek, maquette in Museum Lessinghaus

In het laatste deel van de 11e en het begin van de 12e eeuw leefde een edelman, een zekere Widekind, die bij het dorpje Wulferisbuttle bij een voorde in de rivier de Oker een omgracht kasteel liet bouwen.  Het kasteel komt voor het eerst voor in een document, dat met het overlijden in 1118 van deze Widekind samenhangt. Het lag strategisch aan een langeafstands-handelsroute tussen plaatsen aan de rivieren Rijn en Elbe. Het kasteel was vanaf het begin ook bedoeld als veilig logeeradres voor doortrekkende pelgrims. 
Vanaf 1254 belegerde hertog Albrecht I van Brunswijk een ander, door zijn ligging nagenoeg onneembaar, kasteel bij Wolfenbüttel, de Ganerbenburg  Asseburg. De bejaarde slotheer, Gunzelin von Wolfenbüttel, een nazaat van Widekind, graaf van Peine en stichter van de stad Peine, had Albrecht I onvoldoende hoffelijk bejegend en maakte te veel aanspraak op politieke macht. Na de dood van Gunzelin gaf diens zoon, gedwongen door uithongering, de Asseburg in 1258 over aan de hertogen, die deze burcht in 1330 aan hovelingen, en later de stad Braunschweig verpandden; pas in 1492 zou dit kasteel worden verwoest; de burchtzaten waren in een conflict met de hertog verwikkeld geraakt en staken het bij gebrek aan drinkwater zelf in brand, alvorens te vluchten. Vermoedelijk bezat de genoemde Gunzelin von Wolfenbüttel ook het kasteel aan de Oker, en werd dit ook in 1254 of 1255 door troepen van hertog Albrecht I verwoest. 
Het (politiek niet zeer invloedrijke) vorstendom Brunswijk-Wolfenbüttel bestond van 1269 tot 1815. De hertogen van Brunswijk-Wolfenbüttel probeerden met een bloeiend hofleven hun culturele prestige te vergroten. Dit is bereikt door het organiseren van hoffeesten, het realiseren van ambitieuze bouwprojecten, de opvoering van toneelstukken en opera's en het aanleggen van een indrukwekkende kunst- en boekenverzameling. 
Latere heren lieten het oude kasteel aan de Oker aan het eind van de 13e eeuw herbouwen. Mogelijk al sinds ongeveer 1350, maar in ieder geval vanaf 1432 tot 1753 was het kasteel te Wolfenbüttel de hertogelijke residentie van dit vorstendom. Het oude kasteel werd na een inname in 1542 verwoest door troepen van het Schmalkaldisch Verbond (waar de hertogen van Brunswijk-Wolfenbüttel zich vervolgens bij aansloten; zij waren bij de Reformatie tot de evangelisch-lutherse leer bekeerd). In 1553 was de herbouw in renaissancestijl voltooid. De markante toren werd er in 1613 door de hertogelijke  bouwmeester Paul Francke aan toegevoegd.
Hertog Hendrik Julius, een groot toneelkunstliefhebber, liet in het kasteel een theater inrichten, en bewerkte, dat Wolfenbüttel in 1592 als eerste Duitse stad een permanent toneelgezelschap kreeg, al bestond dit aanvankelijk vooral uit acteurs uit Engeland. Onder hen was een van de twee acteurs met de naam Robert Browne (1563 – ca. 1622), alsmede een clown die zich, naar een edelman en toneelschrijver uit die tijd,  Thomas Sackville noemde. Van hen is bekend, dat zij van 1592-1594 met enige regelmaat in het kasteeltheater optraden.
Hertog August II nam in 1635, na een voor hem gunstig afgelopen dispuut omtrent de erfopvolging, de hertogelijke heerschappij over, maar kon pas vanaf 1644 zijn geliefde boekencollectie van o.a. zijn bescheiden vorige residentie te Hitzacker naar Wolfenbüttel laten overbrengen. Dit was het begin van de naar hem genoemde Herzog-August-Bibliothek.
Van 1690 tot 1716 lieten August II en zijn opvolgers het kasteel verbouwen in weelderige barokstijl; de feestzaal en andere vertrekken, zoals die tegenwoordig bestaan, dateren uit die periode. In de 18e eeuw was het kasteel het centrum van een rijk cultureel leven, en trok belangrijke mensen uit muziek en literatuur aan. Voor de bibliotheek werd in de Marstall  van het kasteel een nieuw, rond koepelgebouw opgericht, de Rotunde.
Toen de hertogen in 1754 hun residentie naar Braunschweig verplaatsten, werd aan Schloss Wolfenbüttel alleen nog het noodzakelijkste onderhoud uitgevoerd. De slotkapel en de noordvleugel werden uiteindelijk gesloopt; daar bevindt zich tegenwoordig een schoolgebouw. De Rotunde maakte in 1886 plaats voor het huidige hoofdgebouw van de bibliotheek, dat tegenover het kasteel staat.

## Gebruik
- De belangrijkste representatieve, als stijlkamers ingerichte, vertrekken van het kasteel dateren van de periode 1690-1740 en huisvesten een museum. Er zijn talrijke voorwerpen uit de periode van 1700-2000 te zien, die betrekking hebben op het dagelijks leven van de adel en de gegoede burgerij.
- Het museum organiseert eens per maand historische bals in 17e- tot 19e-eeuwse stijl en kostuums, met bijpassende muziek. Verder zijn er in het kasteel vrijwel wekelijks concerten van barokmuziek, waarbij o.a. composities van Michael Praetorius (1571-1621) worden uitgevoerd. Praetorius was rond 1600 hofkapelmeester van de in het kasteel residerende hertogen.
- In (en in een nieuw gebouw achter) het kasteel is sinds de oprichting door Anna Vorwerk in 1866 een school voor middelbaar onderwijs, het Gymnasium im Schloss gevestigd. Tot 1969 was dit een meisjesschool.
- In het kasteel is een opleidingsinstelling van de deelstaat Nedersaksen gevestigd met de naam Bundesakademie für Kulturelle Bildung Wolfenbüttel. Deze biedt cursussen en seminars aan op het gebied van culturele educatie en bemiddeling van culturele voorlichting.  Doelgroep: kunstenaars; gemeenteambtenaren met cultuur in hun portefeuille; museummedewerkers; onderwijsgevenden e.d..

## Afbeeldingen

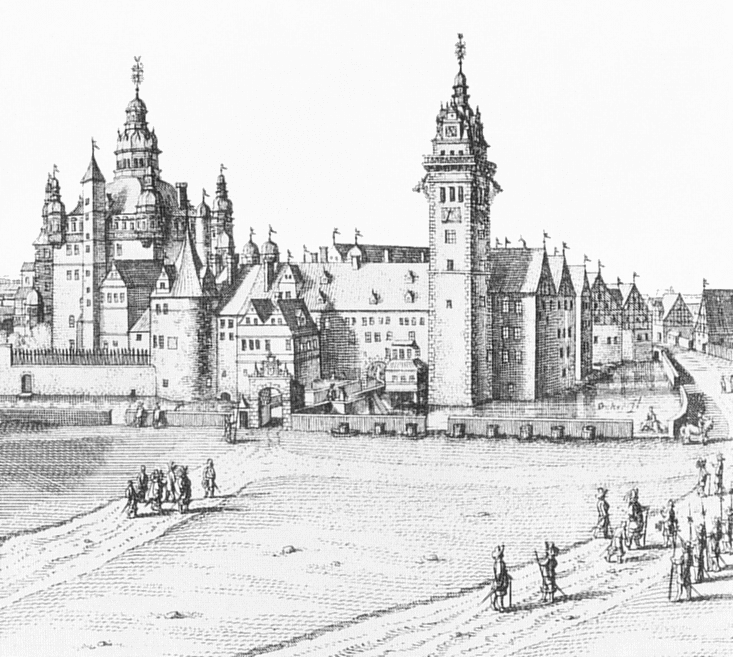
Merian-prent (1654) van het kasteel
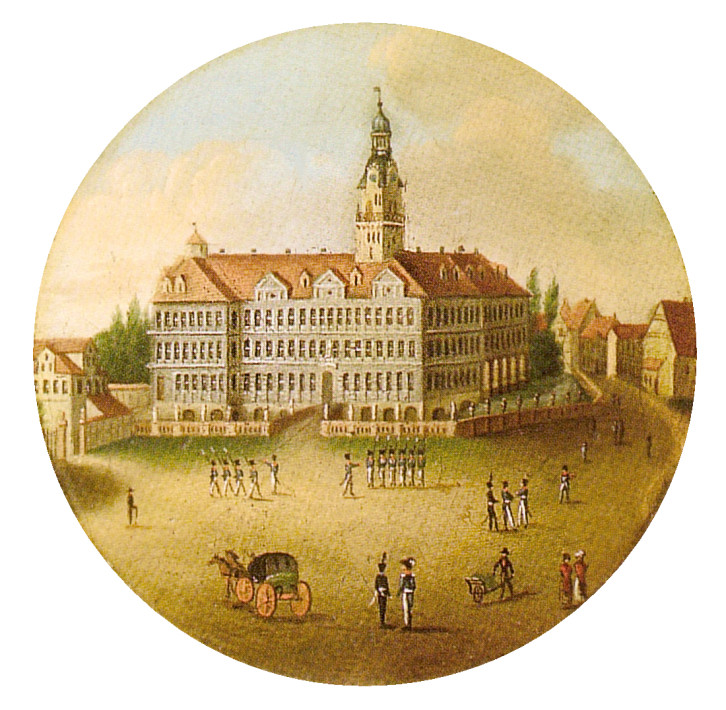
Prent van het kasteel, circa 1820
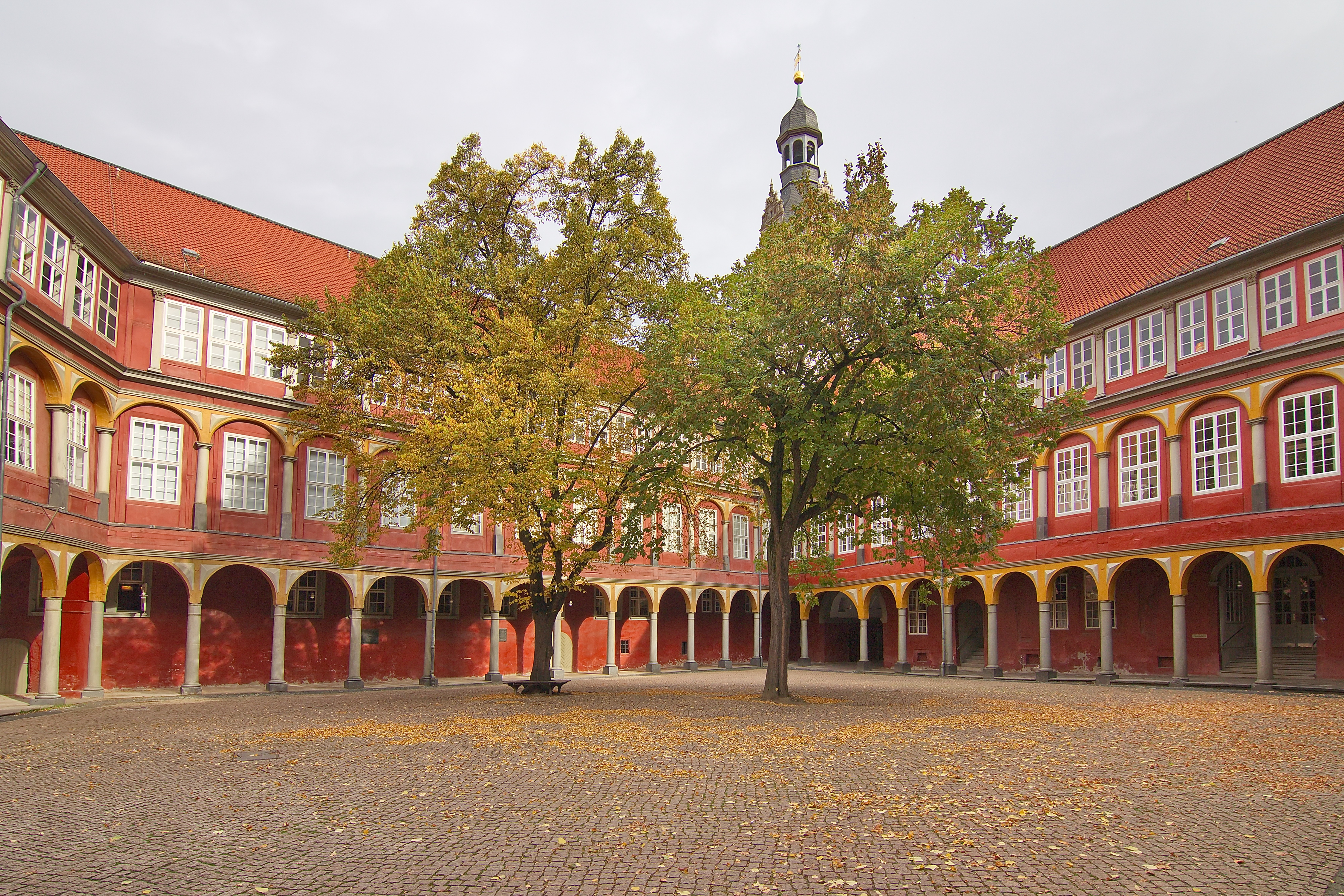
Binnenplaats
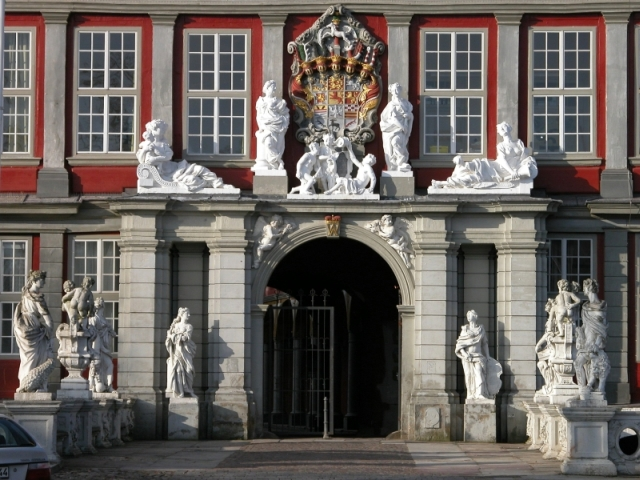
Ingangsportaal